# Lapugnoy
Lapugnoy är en kommun i departementet Pas-de-Calais i regionen Hauts-de-France i norra Frankrike. Kommunen ligger i kantonen Béthune-Sud som tillhör arrondissementet Béthune. År 2022 hade Lapugnoy 3 500 invånare.

## Befolkningsutveckling
Antalet invånare i kommunen Lapugnoy
| Referens: INSEE |